# Asura submarmorata
Asura submarmorata är en fjärilsart som beskrevs av Sergius G. Kiriakoff 1958. Asura submarmorata ingår i släktet Asura och familjen björnspinnare. Inga underarter finns listade i Catalogue of Life.